# Dundalk Football Club 2020
Questa voce raccoglie le informazioni riguardanti il Dundalk Football Club nelle competizioni ufficiali della stagione 2020.

## Stagione
- In Premier Division il Dundalk si classifica al terzo posto (26 punti), dietro a Shamrock Rovers e Bohemians.
- In FAI Cup battono in finale gli Shamrock Rovers e vincono per la 12ª volta la coppa.
- In Champions League sono eliminati al primo turno di qualificazione dallo Celje (0-3), passando al secondo turno di qualificazione di Europa League.
- In Europa League, dopo aver battuto gli andorrani dell' Inter Escaldes, i moldavi dello Sheriff Tiraspol e i faroesi del KÍ Klaksvík, vengono sorteggiati nel gruppo B con Arsenal, Molde e Rapid Vienna, classificandosi ultimi con 0 punti.

## Maglie e sponsor
| Casa | Trasferta |

## Rosa
| N. |                             | Ruolo | Calciatore       |
| -- | --------------------------- | ----- | ---------------- |
| 1  | Irlanda (bandiera)          | P     | Gary Rogers      |
| 2  | Irlanda (bandiera)          | D     | Seán Gannon      |
| 3  | Irlanda (bandiera)          | D     | Brian Gartland   |
| 4  | Irlanda (bandiera)          | D     | Seán Hoare       |
| 5  | Irlanda (bandiera)          | C     | Chris Shields    |
| 6  | Inghilterra (bandiera)      | C     | Jordan Flores    |
| 7  | Irlanda del Nord (bandiera) | C     | Michael Duffy    |
| 8  | Irlanda (bandiera)          | C     | John Mountney    |
| 9  | Irlanda (bandiera)          | A     | Patrick Hoban    |
| 10 | Irlanda (bandiera)          | C     | Greg Sloggett    |
| 11 | Irlanda (bandiera)          | C     | Patrick McEleney |
| 12 | Irlanda (bandiera)          | A     | Andrew Quinn     |
| 14 | Irlanda (bandiera)          | D     | Dane Massey      |
| 15 | Irlanda (bandiera)          | D     | Darragh Leahy    |

| N. |                             | Ruolo | Calciatore       |
| -- | --------------------------- | ----- | ---------------- |
| 16 | Irlanda (bandiera)          | C     | Seán Murray      |
| 17 | Nigeria (bandiera)          | A     | Nathan Oduwa     |
| 18 | Inghilterra (bandiera)      | C     | Will Patching    |
| 20 | Irlanda (bandiera)          | P     | Aaron McCarey    |
| 21 | Irlanda (bandiera)          | D     | Daniel Cleary    |
| 22 | Serbia (bandiera)           | C     | Stefan Čolović   |
| 23 | Irlanda del Nord (bandiera) | D     | Cameron Dummigan |
| 24 | Irlanda (bandiera)          | A     | Jamie Wynne      |
| 27 | Irlanda (bandiera)          | C     | Daniel Kelly     |
| 29 | Irlanda (bandiera)          | A     | David McMillan   |
| 30 | Irlanda (bandiera)          | P     | Jimmy Corcoran   |
| 44 | Irlanda (bandiera)          | D     | Andy Boyle       |
| 45 | Stati Uniti (bandiera)      | C     | Josh Gatt        |